# Mazda B360
El Mazda B360 (マツダ・B360, Matsuda B360) fou un model d'automòbil lleuger o kei car produït pel fabricant d'automòbils japonés Mazda entre els anys 1961 i 1968. Durant la seua producció, els seus principals competidors comercials foren el Daihatsu Hijet, el Mistubishi 360, el Suzuki Carry, el Cony 360, el Cony 360 Coach i el Hope Star Unicar.

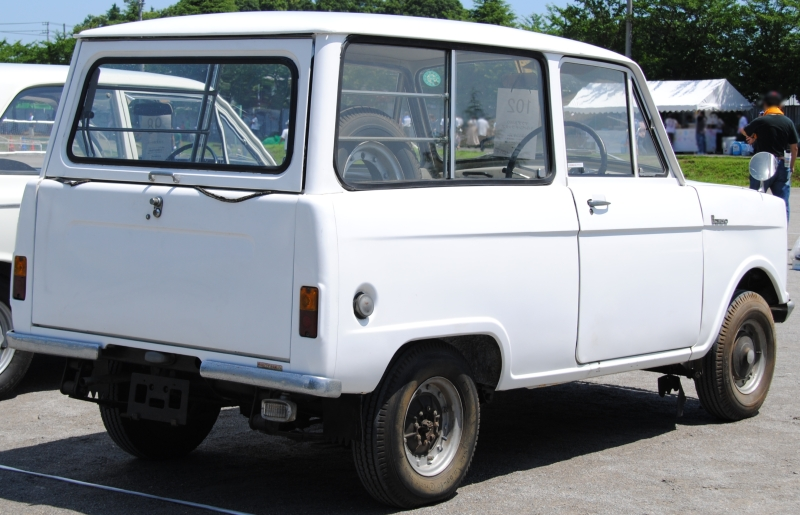
Darrera del B360 Van (1961-1963)

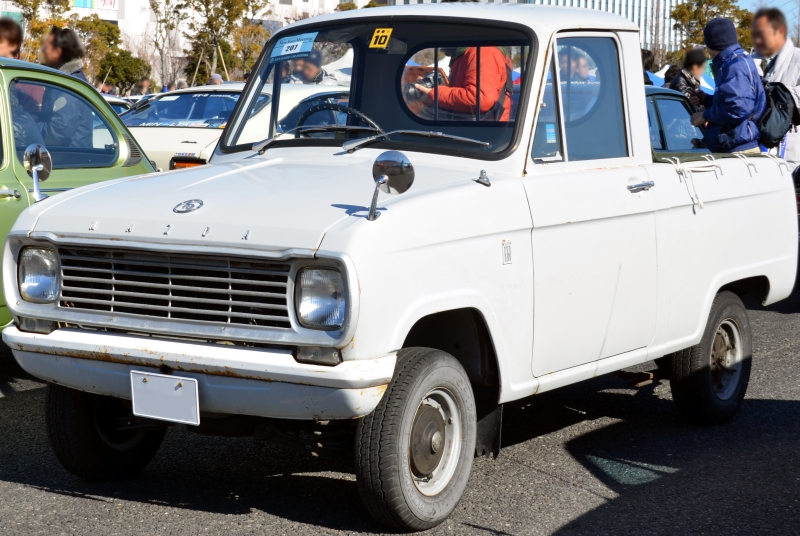
B360 Truck 3a sèrie (1965-1968)

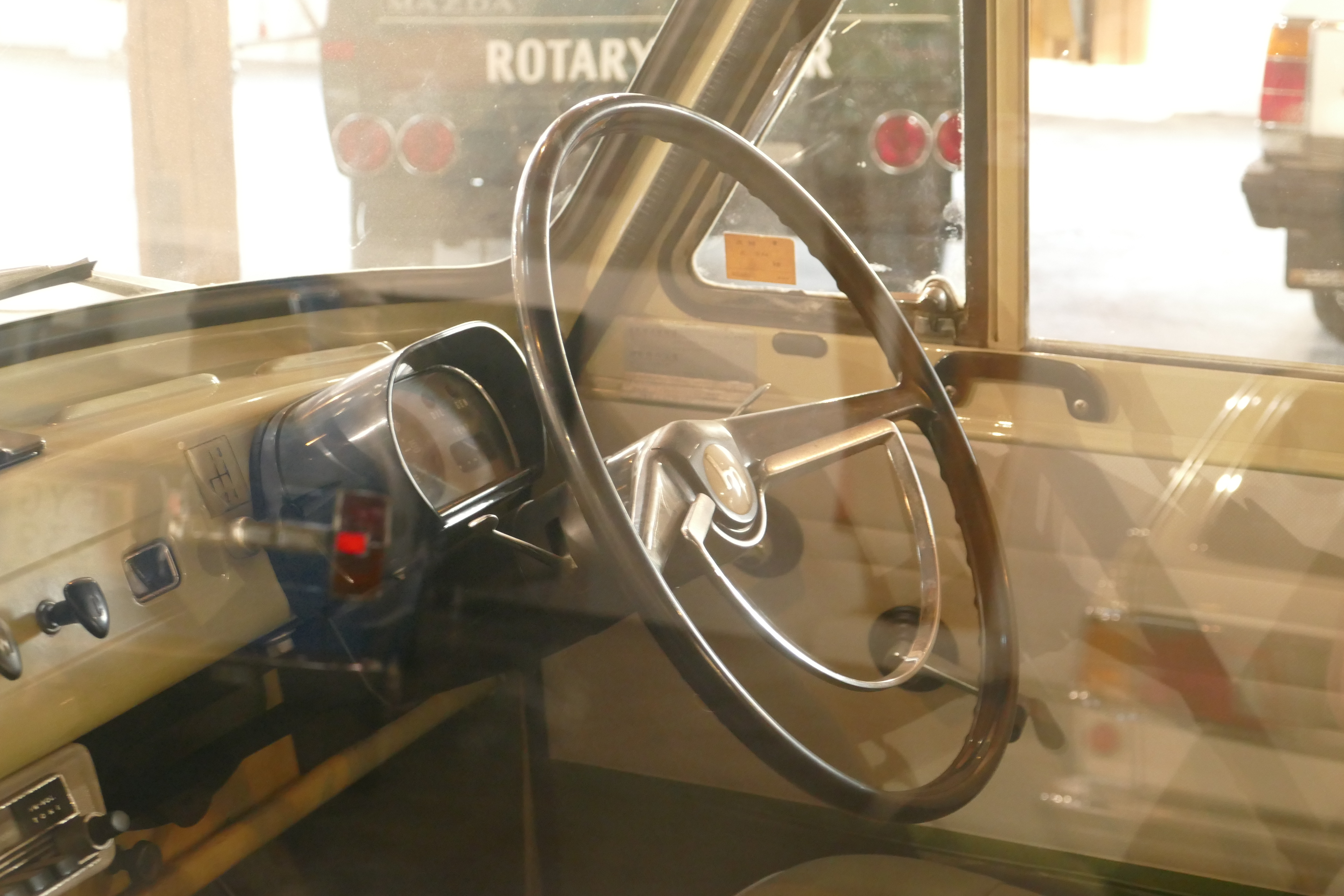
Interior del B360 Van (1963-1965)

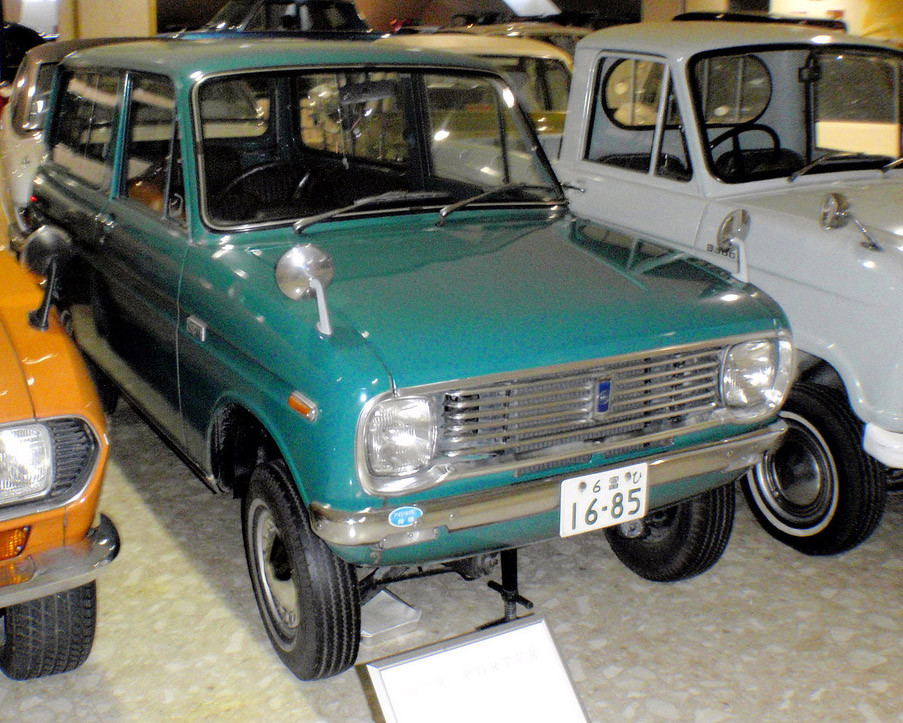
B360 Van 3a sèrie (1965-1968)

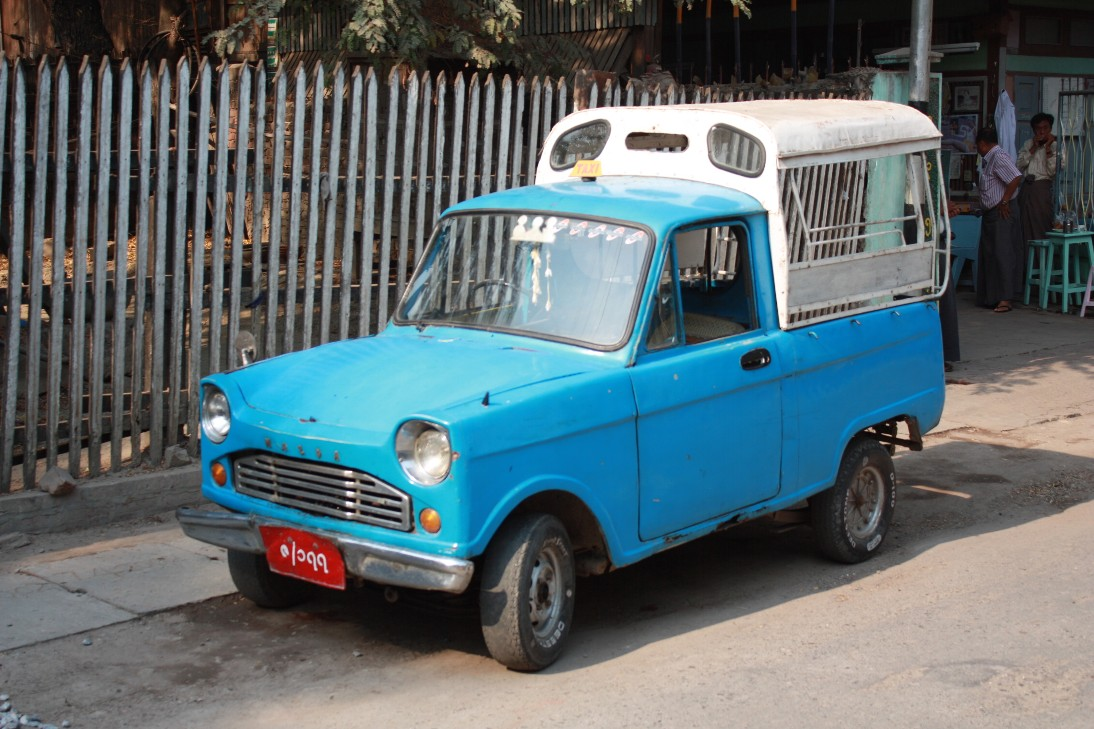
Taxi B360/B600 a Mandalay (2010)

El B360 fou llançat al mercat el febrer de 1961 en carrosseries camioneta (KBBA33 o truck) o furgoneta (KBBAV o lightvan) com a una versió de càrrega del primer turisme de la marca llançat un any abans, el Mazda R360. Inicialment, el model incorporava el mateix motor del R360, un motor bicilíndric en V OHV de 356 centímetres cúbics (cc) de cilindrada i 13 cavalls de potència (cv). El pes del vehicle era de 535 quilograms (kg). El mateix any es presentà el Mazda B600 (KBEA), només per al mercat d'exportació, idèntic al B360 excepte pel motor de 577 cc, una versió de l'original de 360cc. Aquest motor produïa 20 cv i 3,8 kg⋅m de torque.
El setembre de 1963 el model adoptà un nou motor de quatre cilindres en línia OHV de 358 cc i 20 cv procedent del Mazda Carol. També va rebre un redisseny estètic amb una nova graella frontal cromada semblant a la del Mazda Proceed B1500. Els noms en codi del model canviaren a KBDA33/KBDAV i s'afegí una versió DeLuxe Van. La velocitat màxima pujà dels 69 als 79 quilòmetres per hora (km/h). L'any 1965 el model tornà a patir un redisseny estètic amb una nova graella frontal que li conferia un aspecte molt més modern.
La producció del model arribà a la seua fi el novembre del 1968 en ser substituït pel Mazda Porter, un redisseny del B360 al qual se li afegí una versió Cab over l'any 1969 produïda amb lleugers redissenys i actualitzacions fins al 1989.
El 1972, els Mazda B360/B600 començà a produir-se sota licència a Birmània. La tasca de Mazda consistia en enviar tota la maquinària de producció del model; això fou part de les reparacions de guerra japoneses a Birmània. Després de les estrictes sancions internacionals imposades al país el 1988, les importacions de components japonesos es tornà impossible i la producció fou mampresa per l'empresa pública depenent del ministeri d'indústria Myanmar Automobile and Diesel Engine Industries (MADI). Les versions camioneta (truck) foren produïts en la planta "Indústria Automobilística número II" al poblet de Tonbo, al municipi de Pandaung, divisió de Bago (al nord de Yangon), on MADI també fabricava el Mazda Pathfinder i el Hino KTH. La versió camioneta fou produïda fins a mitjans de la dècada del 1990 amb un 100% de peces locals. Sempre pintats de blau des de la fàbrica, el model fou freqüentment emprat com a taxi (especialment a Mandalay) fins l'obertura del comerç exterior l'any 2011.